# Eve Stewart
Eve Stewart (n. 13 ianuarie 1998, Amstelveen, Olanda de Nord, Țările de Jos) este o canotoare ce a reprezentat Regatul Unit al Marii Britanii și al Irlandei de Nord, medaliată olimpică. A participat la o ediție a Jocurilor Olimpice (2024) în care a câștigat o medalie de bronz.

## Participări
Lista de mai jos prezintă principalele competiții la care a participat Eve Stewart de-a lungul carierei.
- Canotaj la Jocurile Olimpice de vară din 2024 - Opt rame cu cârmaci feminin